# Breakheart-szoros
A Breakheart-szoros (eredeti cím: Breakheart Pass) 1975-ben bemutatott amerikai western kalandfilm. Főszereplői Charles Bronson, Ben Johnson, Richard Crenna és Jill Ireland. A film Alistair MacLean azonos című regénye alapján készült, Idaho közép-északi részén forgatták. A film 6 millió dollárból készült el, bevételi szempontból azonban bukásnak bizonyult.

## Szereplők
| Szereplő | Színész          | Magyar hang (2. változat) | Magyar hang (3. változat) |
| --- | ---------------- | ------------------------- | ------------------------- |
| John Deakin | Charles Bronson  | Szersén Gyula             | Bolla Róbert              |
| Pearce seriff | Ben Johnson      | Horányi László            | ?                         |
| Fairchild kormányzó | Richard Crenna   | Várkonyi András           | Tarján Péter              |
| Marica | Jill Ireland     | Kiss Erika                | Zborovszky Andrea         |
| O’Brien | Charles Durning  | Szokolay Ottó             | Garai Róbert              |
| Claremont őrnagy | Ed Lauter        | Jakab Csaba               | Háda János                |
| Peabody tiszteletes | Bill McKinney    | Tarján Péter              | ?                         |
| Dr. Molyneux | David Huddleston | Cs. Németh Lajos          | ?                         |
| Chris Banion | Roy Jenson       | Imre István               | ?                         |
| Bellew őrmester | Rayford Barnes   | Kajtár Róbert             | ?                         |
| Rafferty | Scott Newman     | ?                         | ?                         |
| Levi Calhoun | Robert Tessier   | Varga Tamás               | Medgyesfalvy Sándor       |
| További magyar hangok: Csík Csaba Krisztián, Kapácsy Miklós, Vizy György (2. szinkron) Barbinek Péter, Szőke-Kavinszky András, Vári Attila (3. szinkron) |                  |                           |                           |

## Fordítás
- Ez a szócikk részben vagy egészben  a   Breakheart Pass (film) című angol Wikipédia-szócikk ezen változatának fordításán alapul.  Az eredeti cikk szerkesztőit annak laptörténete sorolja fel. Ez a jelzés csupán a megfogalmazás eredetét és a szerzői jogokat jelzi, nem szolgál a cikkben szereplő információk forrásmegjelöléseként.